# Max Hartung
Maximilian "Max" Hartung (né le 8 octobre 1989 à Aix-la-Chapelle) est un escrimeur allemand, pratiquant le sabre.

## Palmarès
- Championnats d'Europe d'escrime
  -  Médaille d'or par équipes aux championnats d'Europe d'escrime 2015 à Montreux
  -  Médaille d'or aux championnats d'Europe d'escrime 2017 à Tbilissi
  -  Médaille d'or aux championnats d'Europe d'escrime 2018 à Novi Sad
  -  Médaille d'argent aux championnats d'Europe d'escrime 2015 à Montreux
  -  Médaille d'argent par équipes aux championnats d'Europe d'escrime 2011 à Sheffield
  -  Médaille de bronze par équipes aux championnats d'Europe d'escrime 2010 à Leipzig
  -  Médaille de bronze aux championnats d'Europe d'escrime 2011 à Sheffield
  -  Médaille de bronze par équipes aux championnats d'Europe d'escrime 2012 à Legnano
  -  Médaille de bronze par équipes aux championnats d'Europe d'escrime 2018 à Novi Sad